# قناوة ديفوزيون
ڨناوة ديفيزيون (بالفرنسية: Gnawa Diffusion) هي فرقة ڨناوة جزائرية. تأسست في 27 جوان 1992 على يد مجموعة من الشباب العاطلين من أبناء المهاجرين الجزائريين بمدينة ڨرونوبل الفرنسية (Grenoble) بمبادرة من مغني الفرقة وكاتب كلماتها أمازيغ كاتب (ابن الأديب الجزائري ياسين كاتب) الذي يعتبر ملهم الفرقة ومرشد مشروعها الفني، مستندا في ذلك من رصيد طفولته الفني الغزير: على خشبة مسرح وهران الذي كان يديره أبوه آنذاك، ومن إقامة أسرته سابقا في تيميمون في الجنوب الصحراوي للجزائر، حيث اكتشف الوجه «الأسود» لسكان شمال إفريقيا و إبداع العبيد الڨناويين.

## مشوار الفرقة
كانت أولى بدايات الفرقة من خلال مسابقة غنائية محلية بالمدينة الفرنسية، حيث فوجئت الفرقة الشابة بفوزها بالجائزة الأولى ومنذ ذلك الحين استطاعت قناوة ديفيزيون إصدار 8 ألبومات آخرها " (2003) Souk system" (نظام السوق) كما سارت الفرقة وفق مسار استطاعت أن تطور من خلاله مشروعا فنيا خاصا لف حوله جمهورا عريضا من شباب شمال إفريقيا وأبناء العمال المهاجرين بفرنسا، كما استطاعت فرض نفسها على المستوى العالمي: فليست صدفة أن تكون الفرقة من بين المدعوين لإحياء الذكرى الـ 50 لمجلة لوموند ديبلوماتيك إلى جانب مارسيل خليفة، باكو إبانييز، إيدير، مانو تشاو...

## أعضاء الفرقة[3]
- أمازيغ كاتب
- بيار لوني
- فيليب بوني
- عبد العزيز ميسور
- عمارالشاوي
- محمد عبد النور صالح
- بيار فيكيي

## مجموعة الألبومات
- ليجيتيم ديفيرونص (1993)
- ألجيريا (1997)
- باب الواد كينغستون (1999)
- لايف ديزاد (2002)
- سوق السيستام (2003)
- شوك الحال (2012)

## روابط خارجية
- Gnawa Diffusion على موقع IMDb (الإنجليزية)
- Gnawa Diffusion على موقع ميوزك برينز (الإنجليزية)
- Gnawa Diffusion على موقع أول ميوزيك (الإنجليزية)
- Gnawa Diffusion على موقع ديسكوغز (الإنجليزية)